# 伊茲諾斯基區

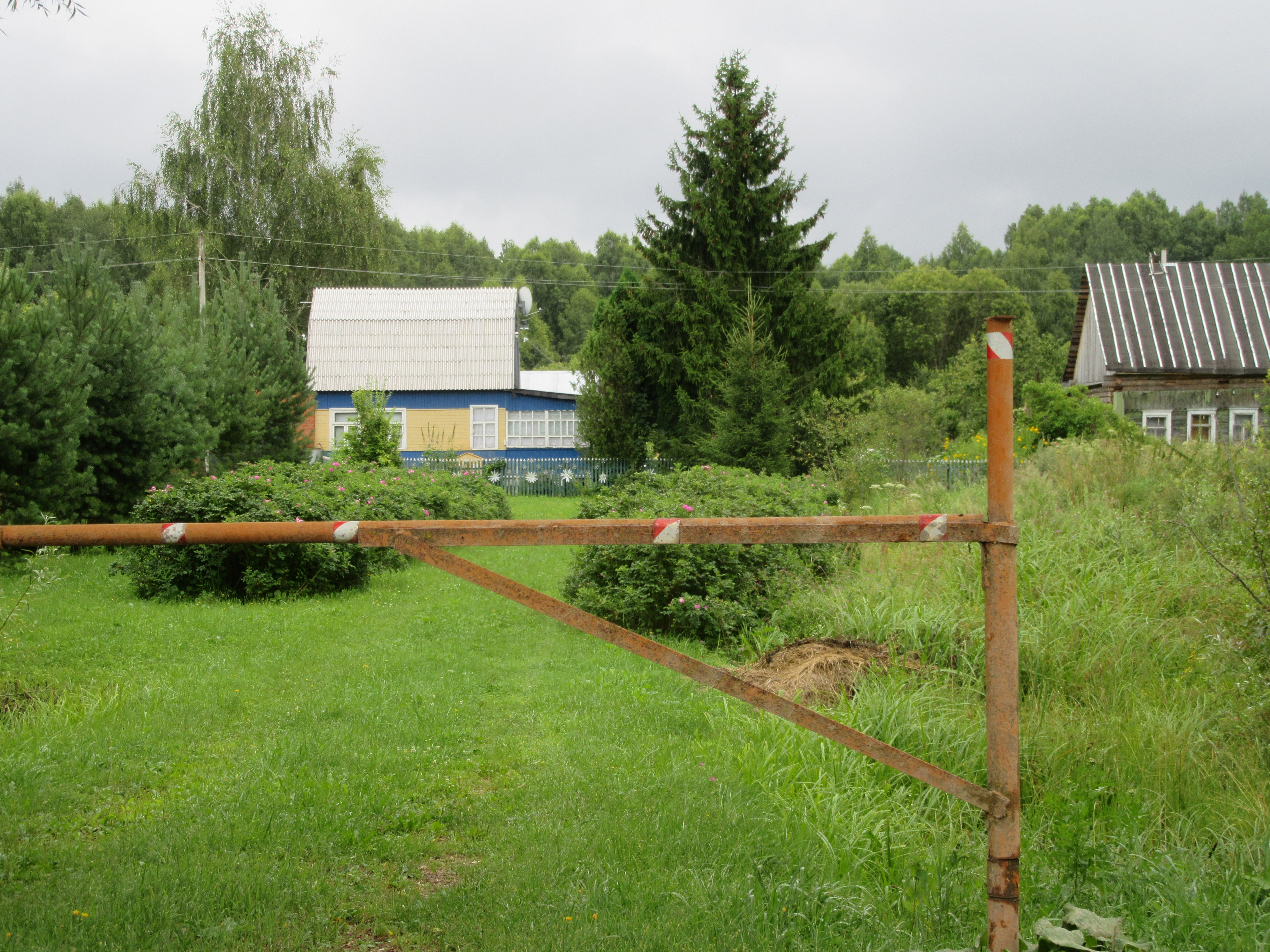

54°59′20″N 35°19′00″E / 54.98889°N 35.31667°E
伊茲諾斯基區（俄语：Износковский район），是俄羅斯的一個區，位於該國西部，由卡盧加州負責管轄，面積1,333.8平方公里，2010年人口7,011，人口密度每平方公里5.26人。